# 好美のぼる
好美 のぼる（よしみ のぼる、本名：尾原 三好、1924年4月30日 - 1996年4月）は日本の漫画家。兵庫県神戸市出身。代表作は「にくしみ」「あっ!生命線が切れている」。

## 来歴
1924年、兵庫県神戸市に生まれる。日本大学卒業。広告会社勤務を経て、大阪に移り赤本漫画家としてデビュー、その後も貸本漫画を執筆する。その後は東京に再上京、曙出版の貸本漫画やB級劇画雑誌などで活躍した。
1969年に『週刊少女フレンド』に短期連載された復讐ホラー漫画「にくしみ」は「子供調査研究所マンガ嗜好調査」のベスト10に選出されたという。
晩年は立風書房で描きおろしのホラー漫画を執筆。また、趣味である折り紙やペーパークラフトの本を出版し、近所の子供に作り方を教えるなどしていた。1989年に漫画家を引退。1996年4月死去。

## 人物
主にホラー漫画を得意としている。尾原 三好、原 やすみ、今津 ひさ夫、緒方 好美、河田 わたる、姿 英介等のペンネームを使い、40年以上にわたり漫画家として活動。のべ三百数十冊ほどの単行本を出版したといわれる。
マイナーな貸本漫画家として長らく評価されることは無かったが、1990年代に唐沢俊一が自著で好美作品を取り上げ、いくつかの作品を復刻出版して以降再評価が進んだ。現在、好美の漫画は古書店などで高値で取引されるなどマニアの間で高い人気を誇っている。